# Alexander Cohoon
Alexander Cohoon (17 de septiembre de 2002) es un deportista británico que compite en natación, especialista en el estilo libre. Ganó una medalla de oro en el Campeonato Europeo de Natación en Piscina Corta de 2023, en la prueba de 4 × 50 m libre.

## Palmarés internacional
| Campeonato Europeo en Piscina Corta | Campeonato Europeo en Piscina Corta | Campeonato Europeo en Piscina Corta | Campeonato Europeo en Piscina Corta |
| Año                                 | Lugar                               | Medalla                             | Prueba                              |
| ----------------------------------- | ----------------------------------- | ----------------------------------- | ----------------------------------- |
| 2023                                | Otopeni (Rumania)                   | Medalla de oro                      | 4 × 50 m libre                      |